# Internationale Cricket-Saison 1976
Die internationale Cricket-Saison 1976 fand zwischen Mai 1976 und September 1976 statt. Als Sommersaison wurden vorwiegend Heimspiele der Mannschaften aus Europa ausgetragen.

## Überblick

### Internationale Touren
| Beginn       | Heimteam | Auswärtsteam | Resultate | Resultate | Artikel |
| Beginn       | Heimteam | Auswärtsteam | Test      | WODI      | Artikel |
| ------------ | -------- | ------------ | --------- | --------- | ------- |
| 3. Juni 1976 | England  | West Indies  | 0–3 [5]   | 0–3 [3]   | Artikel |

### Internationale Touren (Frauen)
| Beginn        | Heimteam | Auswärtsteam | Resultate | Resultate | Artikel |
| Beginn        | Heimteam | Auswärtsteam | WTest     | WODI      | Artikel |
| ------------- | -------- | ------------ | --------- | --------- | ------- |
| 19. Juni 1976 | England  | Australien   | 0–0 [3]   | 2–1 [3]   | Artikel |

## Nationale Meisterschaften
Aufgeführt sind die nationalen Meisterschaften der Full Member des ICC.
| Land    | First-Class                | List A            |
| ------- | -------------------------- | ----------------- |
| England | County Championship 1976   | Gillette Cup 1976 |
|         | John Player League 1976    |                   |
|         | Benson and Hedges Cup 1976 |                   |